# Mistrzostwa Szwajcarii w Lekkoatletyce 2010
Mistrzostwa Szwajcarii w Lekkoatletyce 2010 – zawody lekkoatletyczne, które odbyły się w Lugano 16 i 17 lipca.
Zwyciężczyni skoku w dal kobiet – Irène Pusterla ustanowiła rekord Szwajcarii w tej konkurencji (6,76 m).

## Rezultaty

### Mężczyźni
| Konkurencja:               | 1. miejsce        | Rezultat |
| Bieg na 100 m              | Rolf Fongué       | 10,47    |
| Bieg na 200 m              | Reto Schenkel     | 21,09    |
| Bieg na 400 m              | Andreas Oggenfuss | 48,04    |
| Bieg na 800 m              | Mario Bächtiger   | 1:53,35  |
| Bieg na 1500 m             | Raphaël Fuchs     | 3:46,62  |
| Bieg na 5000 m             | Christian Belz    | 14:01,85 |
| Bieg na 110 m przez płotki | Tobias Furer      | 14,04    |
| Bieg na 400 m przez płotki | Fausto Santini    | 51,48    |
| Skok wzwyż                 | Michael Isler     | 2,06     |
| Skok o tyczce              | Mitch Greeley     | 5,30     |
| Skok w dal                 | Yves Zellweger    | 7,85     |
| Trójskok                   | Alexander Hochuli | 16,11    |
| Pchnięcie kulą             | Gérardo Maurer    | 15,21    |
| Rzut dyskiem               | David Naef        | 53,39    |
| Rzut młotem                | Martin Bingisser  | 66,03    |
| Rzut oszczepem             | Fabian Herzog     | 68,84    |

### Kobiety
| Konkurencja:               | 1. miejsce            | Rezultat |
| Bieg na 100 m              | Fabienne Weyermann    | 11,70    |
| Bieg na 200 m              | Jacqueline Gasser     | 23,79    |
| Bieg na 400 m              | Debora Lavagnolo      | 54,37    |
| Bieg na 800 m              | Monika Augustin-Vogel | 2:15,69  |
| Bieg na 1500 m             | Valérie Lehmann       | 4:26,59  |
| Bieg na 5000 m             | Martina Strähl        | 16:30,91 |
| Bieg na 100 m przez płotki | Lisa Urech            | 12,84    |
| Bieg na 400 m przez płotki | Sabrina Altermatt     | 57,93    |
| Skok wzwyż                 | Beatrice Lundmark     | 1,85     |
| Skok o tyczce              | Anna Katharina Schmid | 4,25     |
| Skok w dal                 | Irène Pusterla        | 6,76     |
| Trójskok                   | Barbara Leuthard      | 13,11    |
| Pchnięcie kulą             | Ana Zogović           | 14,61    |
| Rzut dyskiem               | Elisabeth Graf        | 48,74    |
| Rzut młotem                | Rebecca Bähni         | 55,83    |
| Rzut oszczepem             | Linda Züblin          | 50,24    |

## Maraton
Mistrzostwa Szwajcarii w biegu maratońskim rozegrano 11 kwietnia w ramach maratonu w Zurychu. W maratonie zwyciężyli: Kenijczyk David Langat (2:11:04) i Rosjanka Olga Rosseyeva (2:35:44).

### Mężczyźni
| Konkurencja: | 1. miejsce   | Rezultat |
| Maraton      | Tarcis Ancay | 2:20:54  |

### Kobiety
| Konkurencja: | 1. miejsce       | Rezultat |
| Maraton      | Rachel Berchtold | 2:47:11  |

## Bieg na 10 000 m i bieg na 3000 m z przeszkodami
Mistrzostwa Szwajcarii w biegu na 10 000 metrów i biegu na 3000 metrów z przeszkodami rozegrano 11 czerwca w Uster. Bieg na 10 000 metrów mężczyzn wygrał Erytrejczyk Abraham Tadesse (29:31,19).

### Mężczyźni
| Konkurencja:                  | 1. miejsce            | Rezultat |
| Bieg na 10 000 m              | Christian Belz        | 29:47,37 |
| Bieg na 3000 m z przeszkodami | Johannes Morgenthaler | 9:14,43  |

### Kobiety
| Konkurencja:                  | 1. miejsce           | Rezultat |
| Bieg na 10 000 m              | Patricia Morceli     | 33:20,46 |
| Bieg na 3000 m z przeszkodami | Arlette Meier-Hunger | 10:24,78 |

## Wieloboje
Mistrzostwa Szwajcarii w wielobojach rozegrano 21 i 22 sierpnia w Landquart.

### Mężczyźni
| Konkurencja:  | 1. miejsce      | Rezultat  |
| Dziesięciobój | Flavien Antille | 6931 pkt. |

### Kobiety
| Konkurencja: | 1. miejsce   | Rezultat  |
| Siedmiobój   | Linda Züblin | 5941 pkt. |

## Półmaraton
Mistrzostwa Szwajcarii w półmaratonie rozegrano 18 września w Uster  w ramach 31. edycji półmaratonu Greifenseelauf. Szwajcarscy zawodnicy uplasowali się na 5. miejscach, wśród mężczyzn najszybszy był Kenijczyk Abraham Tandoi (1:05:04), zaś wśród kobiet jego rodaczka Eunice Kales (1:13:19).

### Mężczyźni
| Konkurencja: | 1. miejsce     | Rezultat |
| Półmaraton   | Viktor Röthlin | 1:05:48  |

### Kobiety
| Konkurencja: | 1. miejsce                 | Rezultat |
| Półmaraton   | Ursula Spielmann-Jeitziner | 1:18:06  |